# E (kana)
A hiragana え, katakana エ, Hepburn-átírással: e, magyaros átírással: e japán kana. Az え a 衣 kandzsiból származik, míg az エ a 江 kandzsi radikálisából vezethető le. A godzsúonban (a kanák sorrendje, kb. „ábécérend”) a negyedik helyen áll. Az え Unicode kódja U+3048, az エ kódja U+30A8. A nemzetközi fonetikai ábécében az [e] hangnak felel meg.

## Vonássorrend
|  |  |
|  |  |